# Palais Stoclet
Pour les articles homonymes, voir Stoclet.
Le palais Stoclet (néerlandais : Stocletpaleis) est un bâtiment de style Art Nouveau à tendance géométrique viennoise situé au 279-281 avenue de Tervueren à Woluwe-Saint-Pierre, dans la région de Bruxelles-Capitale en Belgique.
Il a été conçu en 1903 ou 1904 par l'architecte autrichien Josef Hoffmann pour devenir l'hôtel particulier du financier belge Adolphe Stoclet. Sa réalisation s'échelonna de 1905 à 1911. Le palais Stoclet est représentatif du concept d'œuvre d'art totale (Gesamtkunstwerk) développé au début du siècle, indissociable de sa décoration extérieure et intérieure, de son mobilier et objets usuels et de ses jardins. La décoration intérieure a été réalisée notamment par Gustav Klimt et Fernand Khnopff. Cet édifice aux lignes géométriques, révolutionnaire à l'époque des méandres de l'Art nouveau, ouvre l'ère Art déco.
Il a été inscrit en juin 2009 par l'UNESCO sur la liste du patrimoine mondial de l'Humanité.

## Historique
Adolphe Stoclet naît en 1871 au sein d'une famille de banquiers belges. Il devient ingénieur civil, puis directeur à la Société générale de Belgique. Il voyage régulièrement à Vienne pour affaires (1902-1904). C'est là qu'il rencontre l'un des maîtres de la Sécession viennoise, l'architecte Josef Hoffmann dont il partage les goûts avant-gardistes. Stoclet entend construire son propre hôtel particulier. Il envisage momentanément de l'installer à Vienne, avant de se décider définitivement pour Bruxelles. L'homme d'affaires s'adresse à Hoffmann pour qu'il s'occupe des travaux. L'architecte reçoit non seulement carte blanche, mais aussi un budget illimité.
Hoffmann dirige les artisans de la Wiener Werkstätte, un atelier qui influença tous les styles d'avant-garde en ce début XXe siècle (Art nouveau, Art déco). L'union inédite entre artistes et artisans crée le concept d'œuvre d'art totale. Ainsi, la propriété est pensée dans les moindres détails : des boutons de portes aux bacs à fleurs, en passant par les luminaires et les jouets pour enfants. Hoffmann a également choisi les meilleurs marbres, les bois les plus précieux et les cuirs les plus raffinés.
Des grands de ce monde firent partie des habitués de la maison. Le livre d'or de la famille, dessiné par Hoffmann, fait mention des visites de Jean Cocteau, Anatole France, Sacha Guitry, Darius Milhaud, Serge de Diaghilev, Igor Stravinsky… Plus récemment, George H. W. Bush a eu également le privilège de visiter cette demeure, fermée au public.
Classé monument historique en 1976, le palais fut habité jusqu'en 2002, date à laquelle décède Anny Stoclet, la belle-fille d'Adolphe Stoclet.

## Description

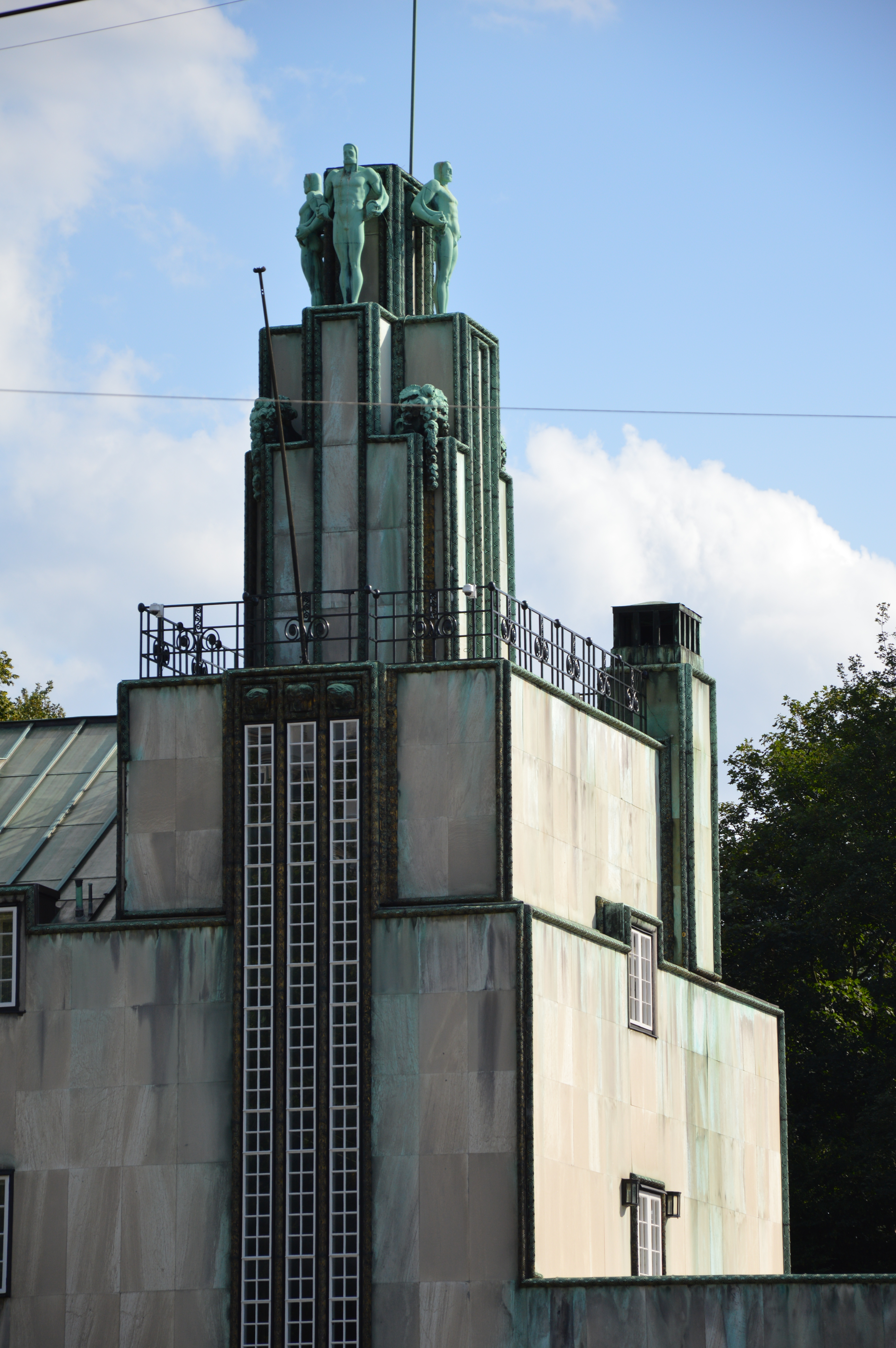
La coupole.

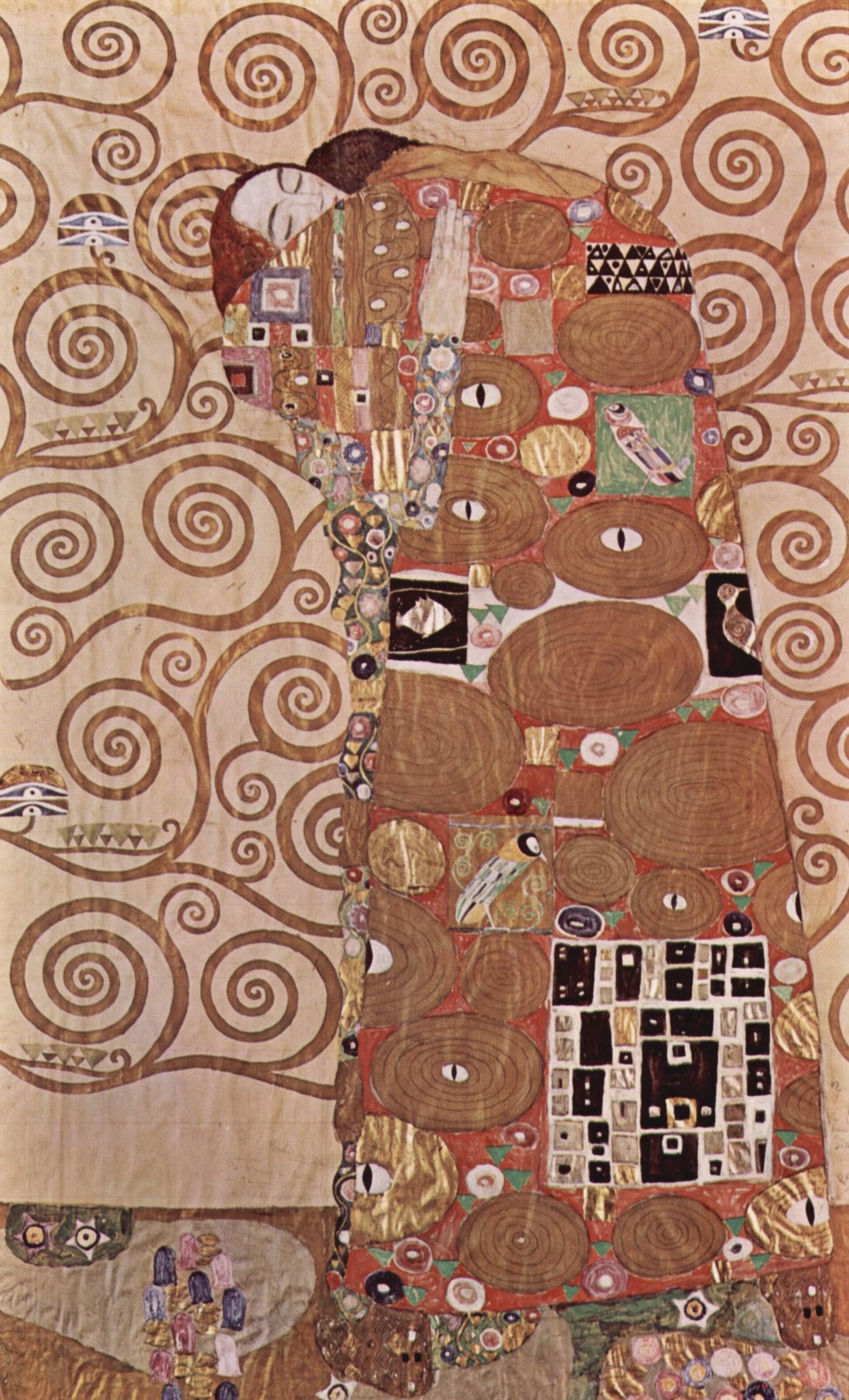
Élément de décoration par Gustav Klimt.

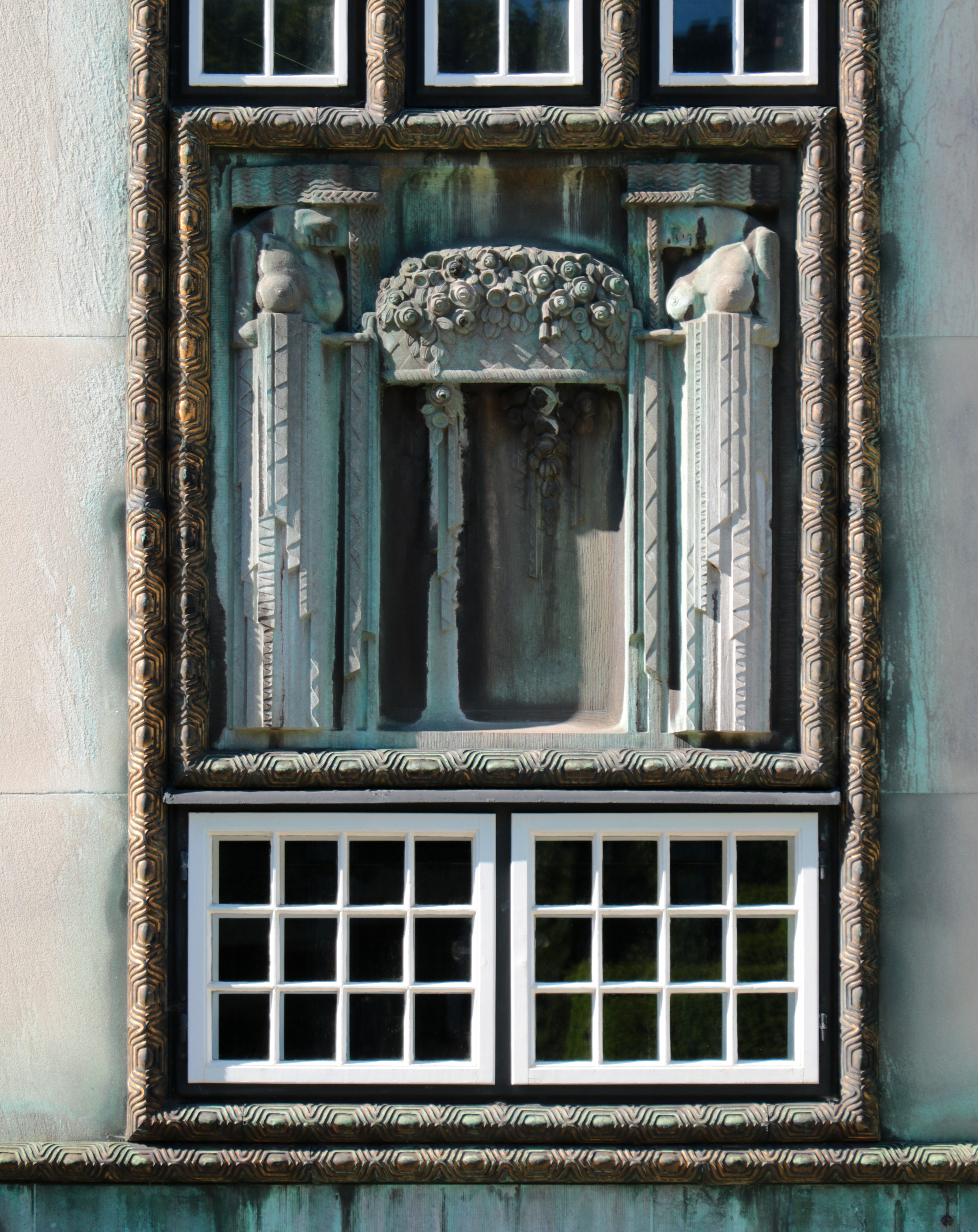
Bas-relief de la façade principale.

Le palais Stoclet se dresse sur l'avenue de Tervueren, non loin du parc de Woluwe.

### Intérieur
L'architecte a aussi créé dans ses ateliers le mobilier et de nombreux éléments de décoration intérieure depuis les lustres jusqu'à la vaisselle et l'argenterie.
La salle à manger est entièrement couverte  de mosaïques conçues d'après des esquisses de Gustav Klimt et exécutées par Leopold Forstner en marbre, verre et pierres semi-précieuses. Aujourd'hui les dessins de Klimt se trouvent dans l'exposition permanente du musée des Arts appliqués de Vienne (Autriche).

### Extérieur
Après l'inauguration, une rumeur populaire bruxelloise prétendait que le palais Stoclet tournait le dos à l'avenue de Tervuren, pour marquer l'hostilité de son propriétaire au roi Léopold II, initiateur de cette avenue, allée majestueuse destinée à relier le parc du Cinquantenaire au domaine royal de Tervuren.
Effectivement, les Bruxellois étaient sans doute déconcertés par l'aspect épuré de cette façade aux lignes cubiques couvertes de marbre de Carrare décoré de baguettes de bronze. La tour est surmontée de sculptures de Franz Metzner.
Si côté rue, le palais présente un aspect urbain quelque peu austère, il s'ouvre de l'autre côté vers le jardin, également conçu par Hoffmann, avec deux avancées symétriques surmontées de terrasses qui assurent la liaison de l'ensemble palais-jardin indissociable. Le jardin reprend les lignes géométriques du bâtiment. La succession des éléments architecturaux et végétaux procure une impression continue, une promenade relie pièce d'eau, cabinets de verdure, pergolas, charmilles et ifs taillés, vasques et bacs à plantes qui ont été préservés jusqu'à ce jour.

## Un avenir incertain
Durant plusieurs années, la propriété a fait l'objet d'une querelle juridique entre les héritiers et la Région bruxelloise. Si cette demeure, conçue par Hoffmann comme une « œuvre totale » a été classée monument historique en 1976, son contenu – évalué à plus 30 millions d'euros – ne l'était pas.
La Région bruxelloise a ainsi souhaité classer tous les éléments du mobilier, afin de le proposer à l'Unesco en tant que chef-d'œuvre du patrimoine mondial, malgré l'opposition des héritières d'Adolphe Stoclet, qui exigeaient de disposer de leurs biens librement. L'Autriche a même tenté de se porter acquéreur, mais en vain.
Le 13 juin 2013, la cour de cassation a entériné les décisions de justice validant la procédure de classement global. Cette décision ne préjuge pas de l'avenir du Palais qui en juin 2013 est la propriété des quatre héritières Stoclet (et/ou de leurs héritiers).
La procédure de classement du mobilier s'est terminée en novembre 2006, après un inventaire détaillé en 277 rubriques, des meubles, œuvres d'art, éléments de décoration, objets divers, y compris la vaisselle, l'argenterie et les objets de toilettes, luminaires et du mobilier de jardin. Ce classement complet d'un bâtiment et de son contenu est une première en Belgique.
Le palais Stoclet est inscrit au Patrimoine mondial de l'Unesco depuis le 27 juin 2009. L'immeuble est toutefois inaccessible au public,.

## Environnement

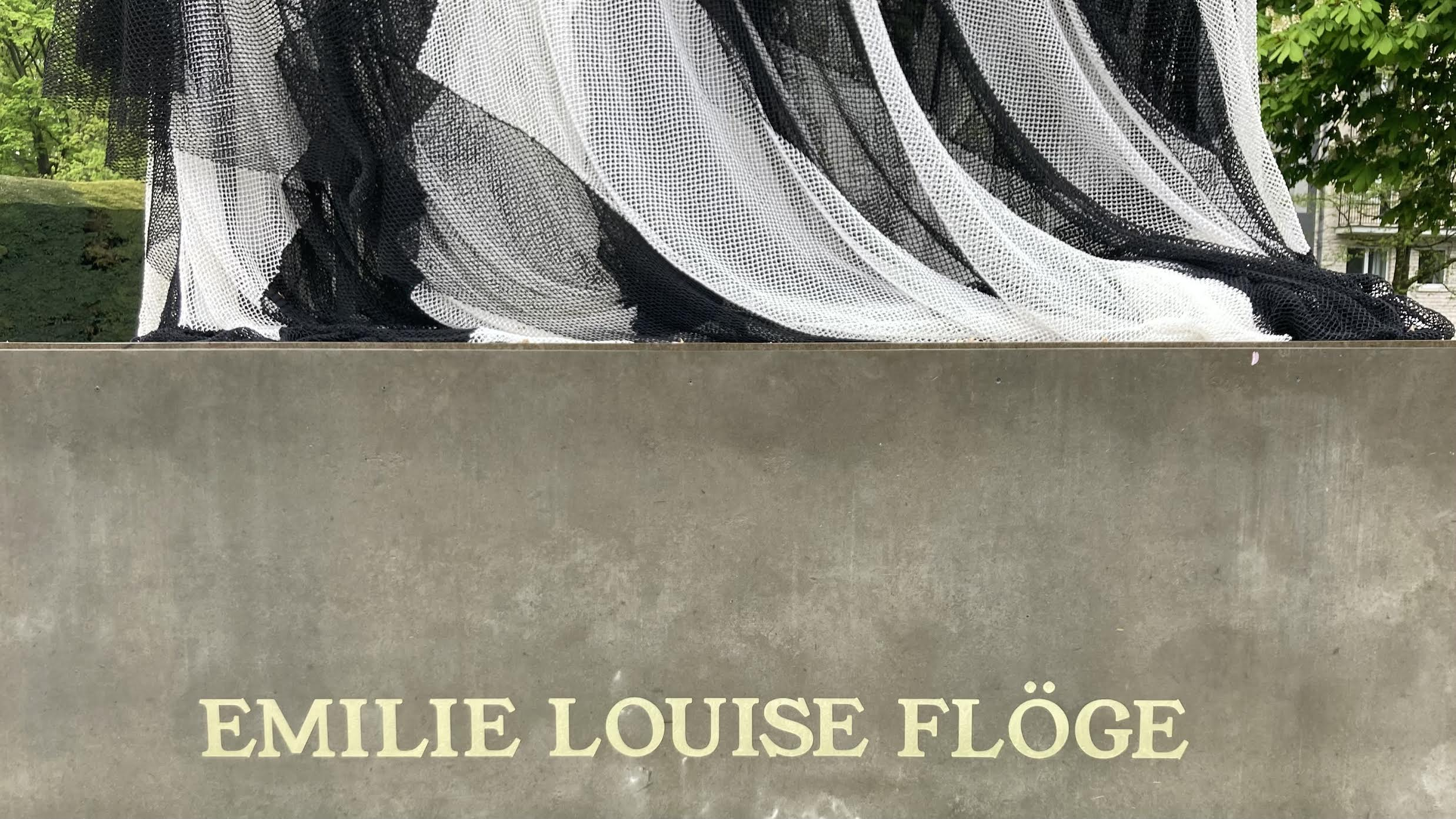
Hommage à Emilie Louise Flöge

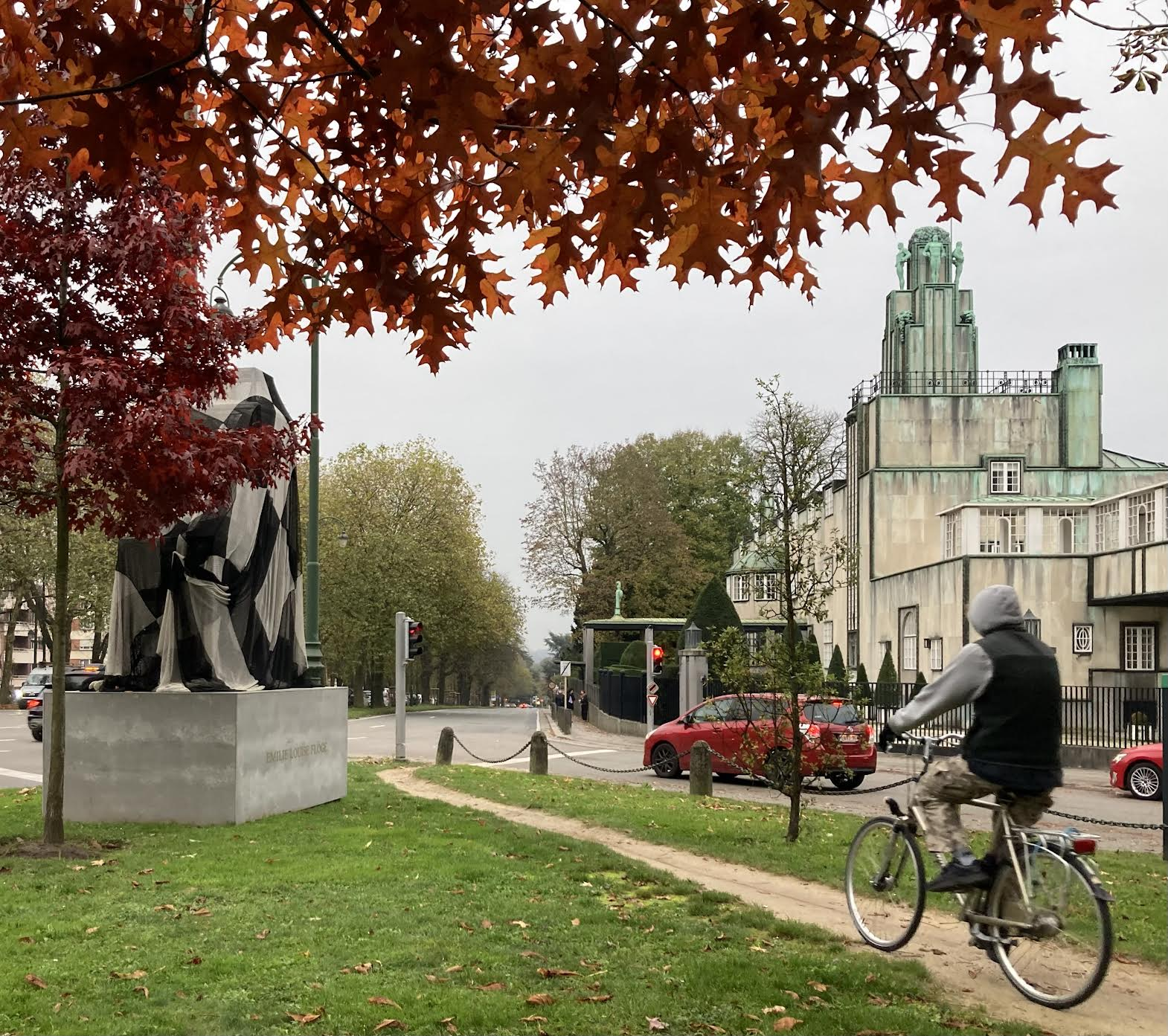
Hommage à Emilie Louise Flöge

Le 19 avril 2024, une œuvre d'art contemporaine, créée et conçue par des enfants et l'artiste Stephan Goldrajch, est inaugurée dans l'avenue de Tervuren, près du palais Stoclet. Cette sculpture monumentale, d'environ 3,50 m de haut, en maille sur structure métallique, veut rappeler les créations textiles d'Emilie Louise Flöge, styliste et femme d'affaires viennoise, compagne de Gustav Klimt qui a travaillé au décor du palais.